# Besart Abdurahimi
Besart Abdurahimi (in macedone Бесарт Абдурахими?; Zagabria, 31 luglio 1990) è un calciatore macedone con cittadinanza croata, centrocampista o attaccante svincolato.

## Biografia
Abdurahimi è nato in Croazia da una famiglia di etnia albanese originaria della cittadina di Vrapçishti, nella Macedonia del Nord.

## Carriera

### Club
Il 6 agosto 2014 viene acquistato a titolo definitivo per 600.000 euro dalla squadra belga del Lokeren, con cui firma un contratto triennale con scadenza il 30 giugno 2017. Fa il suo debutto nella massima serie del campionato belga il 16 agosto 2014 nella vittoria casalinga contro il Lierse, partita nella quale realizza anche una rete.

### Nazionale
Ha esordito con la nazionale macedone il 26 maggio 2014 nell'amichevole Macedonia-Camerun (0-2).
Il 9 ottobre 2014 nei minuti finali di Macedonia-Lussemburgo, partita valida per le qualificazioni all'Europeo 2016, segna il gol del definitivo 3-2 realizzando la sua prima rete in nazionale.

## Palmarès

### Club

#### Competizioni nazionali
- Coppa di Bosnia: 1

Zrinjski Mostar: 2023-2024